# گابریل دالا برناردینا
گابریل دالا برناردینا (انگلیسی: Gabriele Dalla Bernardina؛ زادهٔ ۱۱ ژانویهٔ ۱۹۹۹) بازیکن فوتبال است.
از باشگاه‌هایی که در آن بازی کرده‌است می‌توان به باشگاه فوتبال اینتر میلان اشاره کرد.